# Korkmodell

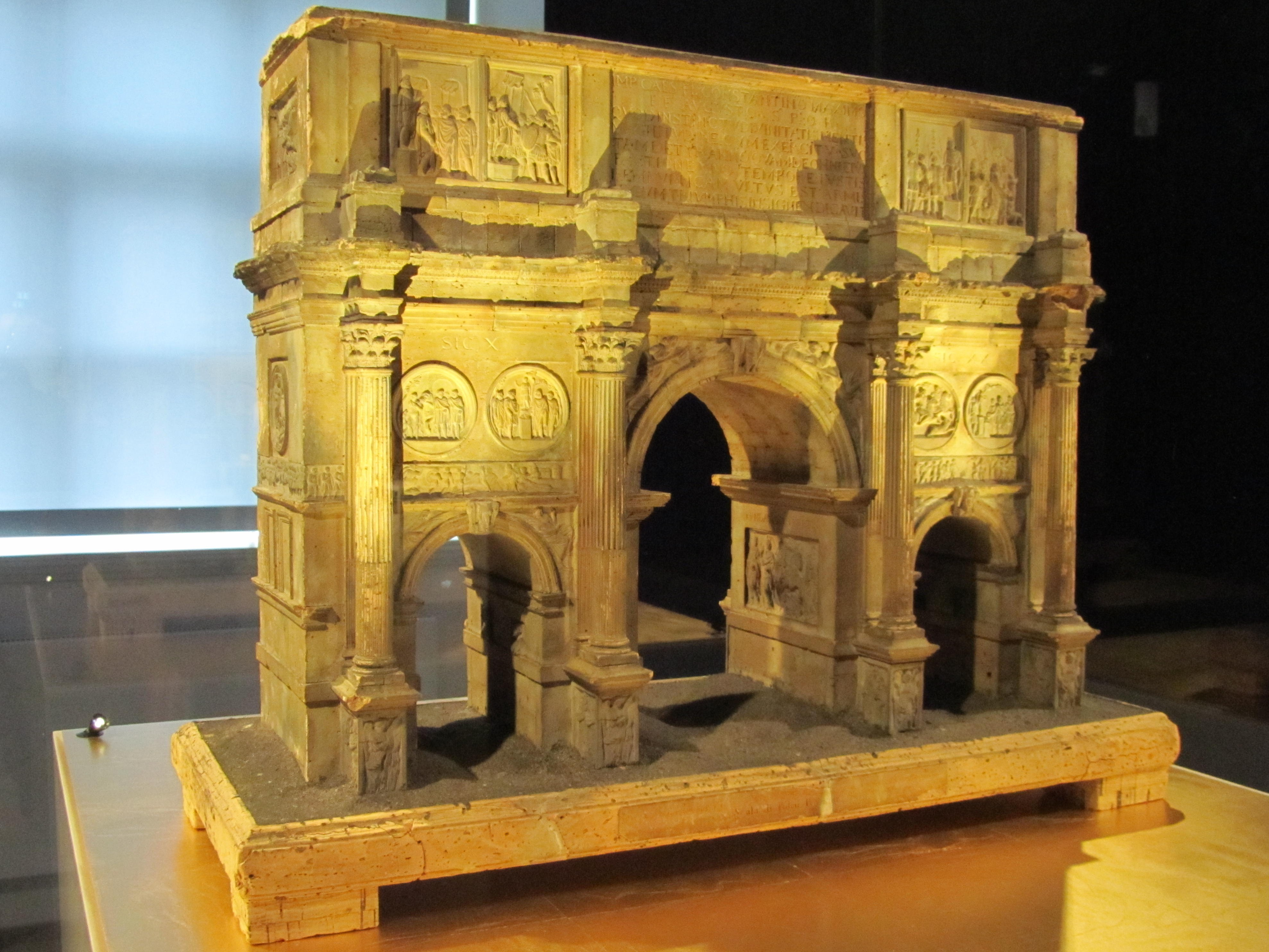
Korkmodell des Konstantinsbogens von Carl May, ausgestellt im Herzoglichen Museum Gotha

Ein Korkmodell ist ein vorwiegend aus Kork gefertigtes Architekturmodell. Die Kunst der Korkbildnerei wird auch als Phelloplastik (griechisch φελλός phellos, deutsch ‚Kork‘) bezeichnet.
Als Vorläufer können aus Kork gefertigte Weihnachtskrippen gelten, die in Neapel bereits seit dem 16. Jahrhundert gefertigt wurden. Die Erfindung des Baus von Architekturmodellen aus Kork wurde Augusto Rosa in Rom zugeschrieben, doch waren bereits zuvor Giovanni Altieri (belegt 1766/67–1790) und Antonio Chichi (1743–1816) als Hersteller von Korkmodellen in Rom tätig. Die Modelle von Chichi wurden mit großem Erfolg von Carl May (1747–1822, Erfurt und Aschaffenburg) kopiert. Weitere Korkmodelle des 19. Jahrhunderts sind von Luigi Carotti (Rom), Carlo Lucangeli (1747–1812, Rom, Neapel), Domenico, Agostino und Felice Padiglione (Neapel) und Auguste Pelet (1785–1865, Nîmes) bekannt. Ein zeitgenössischer Phelloplastiker ist Dieter Cöllen.
Das Wort Phelloplastik wurde von Karl August Böttiger gebildet, wie dieser selbst mitteilt in einer Anmerkung zu dem Artikel Ueber Herrn Mey's Felloplastik von Jakob Dominikus in Der Neue Teutsche Merkur: Man wird mir dieses neugeschaffene, aber nach der Analogie von ὰνδριαντοπλαςικὴ, κηροπλαςικὴ u. s. w. gebildete Wort gern verzeihen, wenn man aus dieser interessanten Nachricht den sinnreichen und einer weit allgemeinern Unterstützung würdigen Künstler genauer kennen lernte. Φελλος nannten die Griechen die Korkeiche und ihre Produkte. Mithin heißt Felloplastik Bildnerey in Kork.
Dargestellt wurden überwiegend antike Gebäude, da Kork sich besonders gut dafür eignet, die charakteristischen verwitterten Maueroberflächen wiederzugeben. In der Regel wurden sie in großen Maßstäben und mit großer Präzision, häufig auch mit archäologischem Anspruch hergestellt. An den Fürstenhöfen des 18. Jahrhunderts waren sie hochgeschätzt, und obwohl (oder weil) wegen des hohen Aufwandes nur einige hundert Stück hergestellt wurden, waren sie an allen wichtigen Fürstenhöfen vertreten. Da sie im späten 18./frühen 19. Jahrhundert häufig an die damals neu gegründeten Modellsammlungen und Architekturschulen überwiesen wurden, spielten sie eine große Rolle in der Vermittlung der antiken Architektur in den Ländern nördlich der Alpen. Trotz ihrer Fragilität haben sie sich häufig besser erhalten als hölzerne Modelle, die von holzzerstörenden Insekten bedroht sind.

## Sammlungen
Bedeutende Sammlungen der Korkmodelle Antonio Chichis befinden sich in der Kunstakademie in St. Petersburg (34 erhaltene Exemplare, angefertigt um 1774), im Schloss Wilhelmshöhe in Kassel (33 Modelle erhalten, gefertigt 1777–1782), dem Hessischen Landesmuseum Darmstadt (26 Modelle erhalten, 1790/91 erworben) und dem Herzoglichen Museum Gotha (12 Modelle, nach 1777/78 erworben).
Eine kleine, aber repräsentative Sammlung von Korkmodellen trug Bernhard August von Lindenau zwischen 1844 und 1850 in Altenburg für das von ihm gestiftete Kunstinstitut zusammen, aus dem das heutige Lindenau-Museum hervorgegangen ist. Zusammen mit Darstellungen antiker Architektur in Abbildungswerken und als Einzelgrafiken dienten die Korkmodelle den Schülern seiner Kunstschule als Anschauungsmittel im architektonischen Zeichnen. Neben älteren Modellen von Carl May erwarb Lindenaus Kunstagent Emil Braun in Rom Modelle aus der Werkstatt von Luigi Carotti, darunter das Kolosseum.
Die größte Sammlung von Korkmodellen von Carl May mit 54 Stücken (nach Kriegsverlusten) befindet sich in Aschaffenburg (Schloss Johannisburg), Eine weitere große Sammlung seiner Modelle entstand in Mecklenburg. Sie gehört heute zum Sammlungsbestand des Staatlichen Museums Schwerin und wird im Schloss Ludwigslust gezeigt.
Eine weitere Sammlung von Korkmodellen verschiedener Hersteller befindet sich im Sir John Soane’s Museum in London.
Moderne Korkmodelle antiker Bauten von Dieter Cöllen sind im Praetorium in Köln ausgestellt.